# Конникова, Мария
Мари́я Ко́нникова — русско-американская писательница, бакалавр психологии и литературы, доктор психологии; в настоящее время проживает в Нью-Йорке. В основном пишет о психологии и её применении к реальным жизненным ситуациям.

## Биография
Мария Конникова родилась в еврейской семье в Москве в 1984. После того, как Советский Союз открыл свои границы, чтобы позволить евреям переехать в Израиль, её семья эмигрировала, но не в Израиль, а в США; Марии на тот момент было 4 года. Конниковы поселились в штате Массачусетс. Привыкшие к пропаганде в Советском Союзе, родители Конниковой решили жить без телевидения.
Мария окончила Гарвардский университет, стала бакалавром психологии и литературы, защитила докторскую по психологии в Колумбийском университете. Работала в качестве телевизионного продюсера, пишет для нескольких журналов и онлайн-изданий, а также написала две самые продаваемые книги по версии Нью-Йорк Таймс.
В 2017 году Мария Конникова объявила, что начинает учиться игре в покер, не имея никакого опыта в карточных играх. Её наставником стал Эрик Сайдел, профессиональный игрок в покер и член Зала славы покера. Она планировала продолжать обучение на протяжении года, попутно работая над книгой об этом; выпуск книги был запланирован на 2018 год. 1 мая 2018 года писательница объявила, что выход книги переносится на 2019 год. Причиной этого стало то, что она стала зарабатывать большие суммы денег, участвуя в покерных турнирах, и уделять игре больше времени. В январе 2018 года она выиграла 86 тысяч долларов (5,5 миллиона рублей) в турнире PCA National, затем заняла второе место в турнире Asia Pacific Poker Tour Macau и получила 57 тысяч долларов (3,6 миллиона рублей).

## Книги
- Mastermind: How to Think Like Sherlock Holmes, Viking, January 3, 2013, ISBN 978-0670026579
- The Confidence Game: Why We Fall for It . . . Every Time, Viking, January 12, 2016, ISBN 978-0525427414
- The Biggest Bluff: How I Learned to Pay Attention, Master Myself, and Win, Penguin Press, June 23, 2020

## Награды и премии

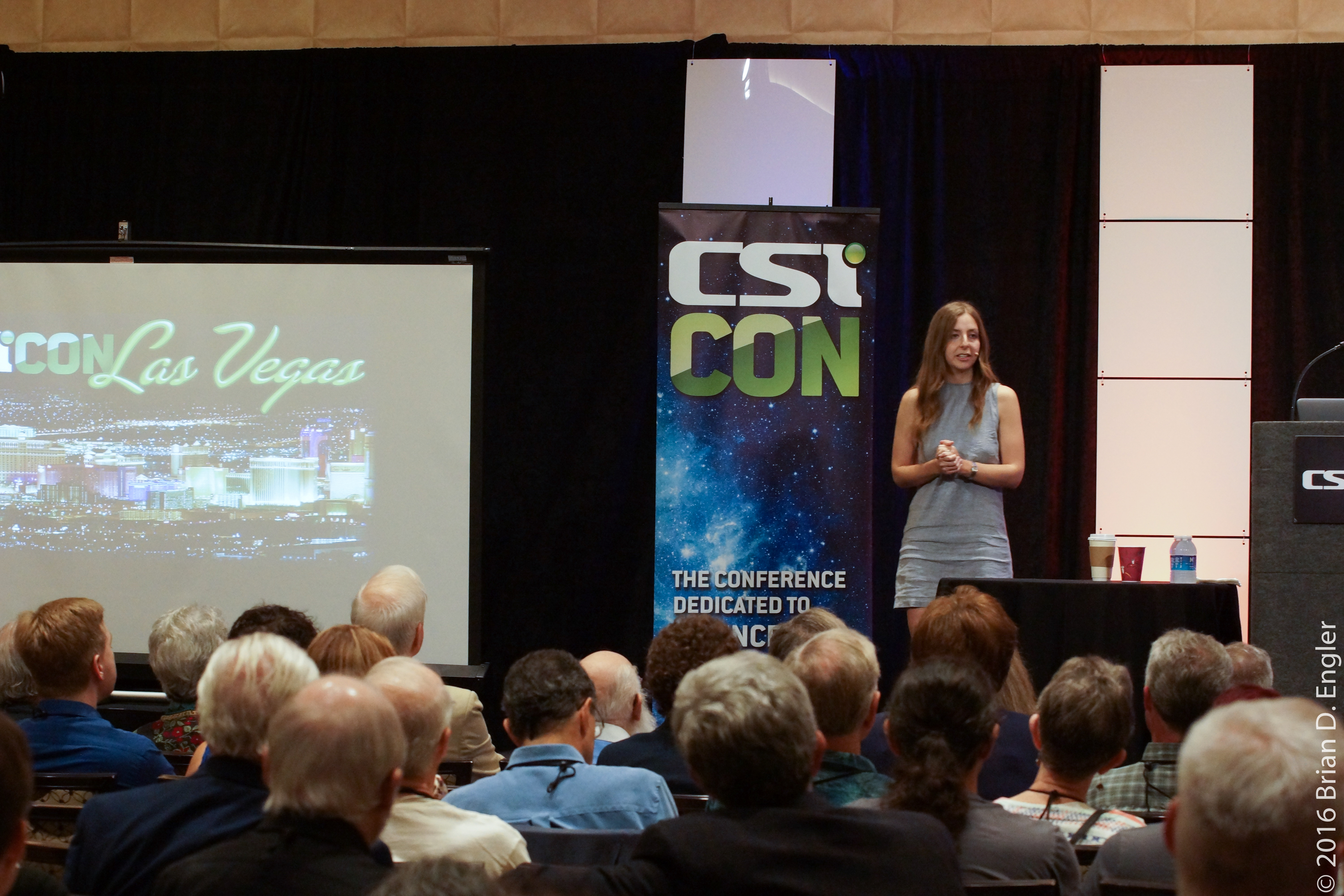
«Confidence Games» CSICon 2016

Книга Конниковой «Психология недоверия» (англ. The Confidence Game) была удостоена премии Роберта П. Балеса 2016 года Комитетом скептических расследований
.